# خط هيندنبيرغ

صورة جوية لجزء من الخط في فرنسا في عام 1920.

كان  خط هيندنبيرغ  عبارة عن شبكة واسعة من الدفاع في شمال شرق فرنسا، شيدتها ألمانيا خلال الحرب العالمية الأولى باستخدام أسرى الحرب الروس، خلال شتاء 1916/1917. امتد الخط من لنس إلى ما بعد فيردان. عُرف جزء من الخط باسم خط سيغفريد، ولكنه غير خط سيغفريد الحرب العالمية الثانية.